# اچ‌دی ۱۰۲۲۷۲
اچ‌دی ۱۰۲۲۷۲ یک ستاره است که در صورت فلکی شیر قرار دارد.